# Wade Nichols
Pour les articles homonymes, voir Nichols.
Wade Nichols (connu aussi sous le nom de Dennis Parker) est un acteur et chanteur américain né le 28 octobre 1946 à Freeport (New York) et décédé le 28 janvier 1985.

## Biographie
Sa carrière cinématographique fut jalonnée de films pornographiques, mais il jouait également dans des films non pornographiques, notamment en tenant l'un des rôles de la série The Edge of Night. En 1979, il sort un disque intitulé Like an Eagle, produit par Jacques Morali et Henri Belolo, qui rencontre un certain succès.
Il meurt en 1985 des suites de  complications liées au SIDA .

## Filmographie

### Cinéma
- 1975 : Boy 'Napped : Craig Rhodes
- 1976 : Come to Me
- 1976 : Bang Bang You Got It! : The Big Bad Wolf
- 1976 : Call Me Angel, Sir : Football Jock
- 1976 : Summer of Laura : Bob
- 1977 : Barbara Broadcast : Kitchen Worker (non crédité)
- 1977 : Breaker Beauties : Jack
- 1977 : Captain Lust : Handsome Jack
- 1977 : Exploring Young Girls : Guy in Woods / Delivery Guy
- 1977 : Honeymoon Haven : Morris Charnowsky
- 1977 : Jail Bait : Ron Baker
- 1977 : Liberté des sens : Bob McKenzie
- 1977 : My Sex-Rated Wife : Peter
- 1977 : Odyssey: The Ultimate Trip : Guy in Dream (segment "The End")
- 1977 : Punk Rock : Jimmy Dillinger
- 1977 : Raw Footage : Mr. Harlow
- 1977 : Sweetheart : Foster Brooks
- 1977 : Teenage Pajama Party : Sheik
- 1977 : Virgin Dreams : Daniel Jenkins
- 1977 : Visions : Larry
- 1978 : Blue Nude : Dick - Rocco's Co-Star (non crédité)
- 1978 : Flashing Lights : Singer in disco club (non crédité)
- 1978 : Manhole
- 1978 : Maraschino Cherry : Maraschino's Guy
- 1978 : Take Off : Darrin Blue
- 1979 : Love You! : Steve
- 1979 : Punk Rock : Dillinger
- 1981 : Blonde Ambition : Acteur Playing Brett (en tant que Wade Parker)

### Télévision

#### Séries télévisées
- 1979-1984 : The Edge of Night : Derek Mallory